# Scottsburg (Virgínia)
Scottsburg és una població dels Estats Units a l'estat de Virgínia. Segons el cens del 2000, tenia 145 habitants.

## Demografia
Segons el cens del 2000, Scottsburg tenia 145 habitants, 56 habitatges i 39 famílies. La densitat de població n'era de 75,7 habitants per km².
Dels 56 habitatges en un 35,7% vivien nens de menys de 18 anys, en un 51,8% vivien parelles casades, en un 17,9% dones solteres, i en un 28,6% no eren unitats familiars. En el 26,8% dels habitatges vivien persones soles, el 10,7% de les quals corresponia a persones de 65 anys o més que hi vivien soles. El nombre mitjà de persones que vivien en cada habitatge era de 2,59 i el nombre mitjà de persones que vivien en cada família era de 3,13.
Per edats la població es repartia de la següent manera: un 30,3% tenia menys de 18 anys, un 6,2% entre 18 i 24, un 29,7% entre 25 i 44, un 21,4% de 45 a 60 i un 12,4% 65 anys o més.
L'edat mediana era de 34 anys. Per cada 100 dones de 18 o més anys hi havia 87 homes.
La renda mediana per habitatge era de 28.750 $ i la renda mediana per família, de 25.938 $. Els homes tenien una renda mediana de 28.750 $ mentre que les dones, de 24.583 $. La renda per capita de la població era de 15.289 $. Entorn del 13,3% de les famílies i el 10,7% de la població estaven per davall del llindar de pobresa.

## Poblacions més properes
El següent diagrama mostra les poblacions més properes.